# 香港保罗詹森菌
香港保罗詹森菌（学名：Pauljensenia hongkongensis）是保罗詹森菌属的下属物种。此物种是一种革兰氏阳性、严格厌氧、不产生孢子且嗜温的的杆状细菌。它最初从盆腔放线菌病患者的脓液中分离出来。